# جعفرآباد (تربت جام)
 جعفرآباد ، روستایی است از توابع بخش نصرآباد و در ۳۵ کیلومتری شهرستان تربت جام در استان خراسان رضوی.
ارتفاع این روستا از سطح دریا ۱٬۰۹۵ متر است و در ۶ کیلومتری شمال شرق نصرآباد قرار دارد. جعفرآباد در دهستان بالاجام قرار داشته و بر اساس سرشماری سال ۱۳۸۵ جمعیت آن (۳۸۰خانوار) ۱٬۴۸۶نفر 
بوده‌است.